# بیارنه هنریکسن
بیارنه هنریکسن (دانمارکی: Bjarne Henriksen؛ زادهٔ ۱۸ ژانویهٔ ۱۹۵۹) بازیگر اهل دانمارک است.
از فیلم‌هایی که وی در آن نقش داشته است، می‌توان به جنایت، شکار، به‌دام‌افتاده، بزرگترین قهرمانان، کورسک، دنیای مُـنا و جشن اشاره کرد.